# Movimento Patriótico das Três Autonomias
O Movimento Patriótico das Três Autonomias (chinês simplificado: 三自爱国运动, pinyin: Sānzì Àiguó Yùndòng) é a organização oficial que supervisiona o protestantismo na República Popular da China. Estabelecido em 1954, o movimento promove os princípios de "autogestão, autossustento e autopropagação" das igrejas protestantes chinesas, visando eliminar a influência estrangeira e alinhar as atividades religiosas com as políticas do Estado chinês. Por meio de seus canais oficiais, o TSPM criticou o hino por questionar de forma proeminente a visão do Movimento sobre o cristianismo a serviço do socialismo chinês.

## História

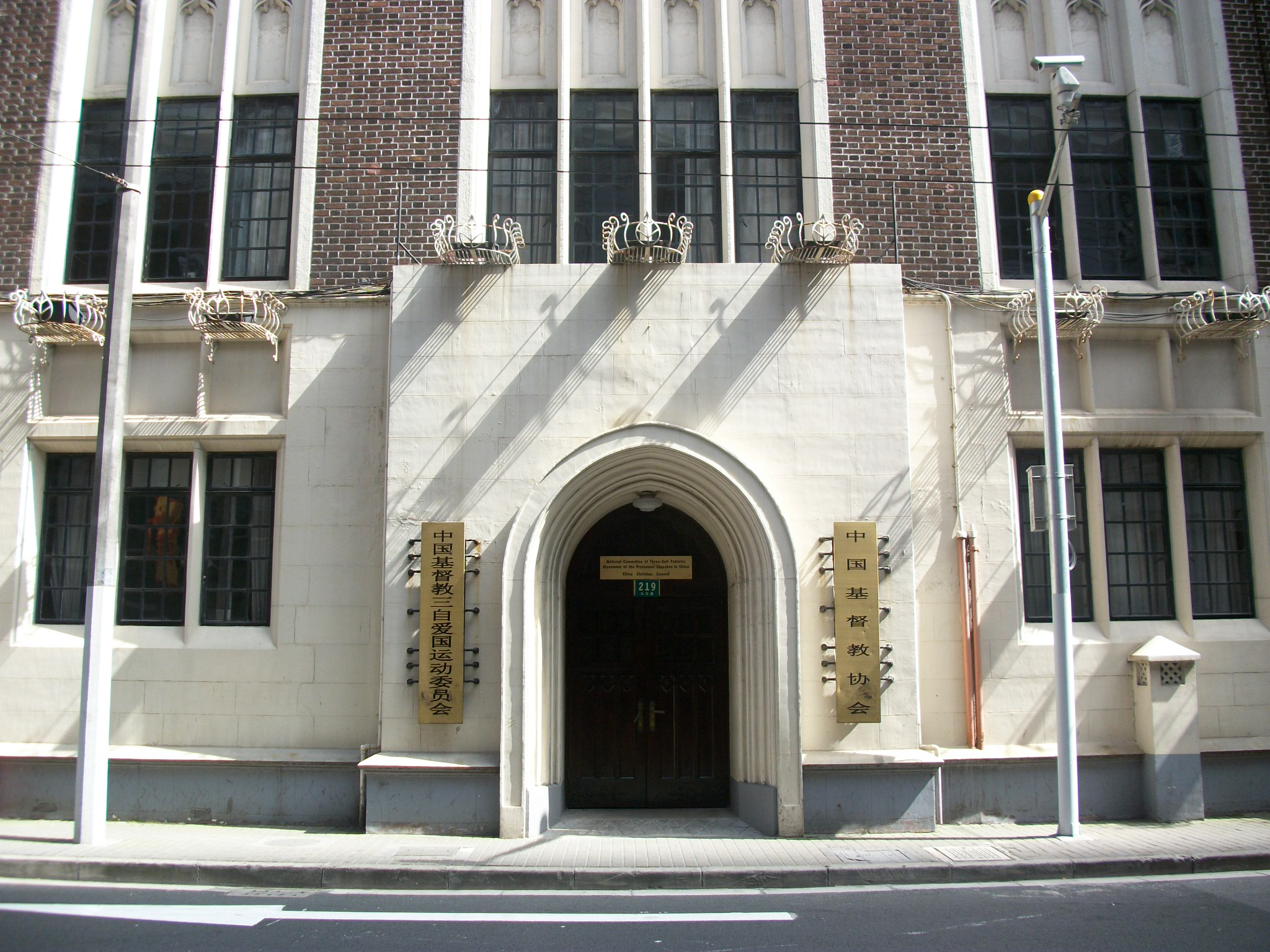
Escritório Conselho Cristão Chinês e Movimento Patriótico das Três Autonomias em Jiujiang Road, Xangai.

Em julho de 1950, líderes protestantes chineses, incluindo Wu Yaozong, publicaram o "Manifesto Cristão", declarando apoio ao novo governo comunista e propondo a criação de uma igreja protestante chinesa independente de influências estrangeiras. Em 1954, o MPTA foi oficialmente estabelecido, consolidando o controle estatal sobre as atividades protestantes no país.
Durante a Revolução Cultural (1966–1976), todas as atividades religiosas foram proibidas, incluindo as do MPTA. Após o fim desse período, o movimento foi restaurado em 1979, e em 1980 foi criado o Conselho Cristão Chinês (CCC) para auxiliar na administração das igrejas protestantes reconhecidas pelo Estado.

## Estrutura e Funções
O MPTA, em conjunto com o CCC, forma o corpo administrativo das igrejas protestantes sancionadas pelo Estado na China. Essas organizações são responsáveis pela ordenação de pastores, supervisão de seminários teológicos e publicação de materiais religiosos, como o hinário oficial "Chinese New Hymnal".

## Críticas e Controvérsias
Críticos argumentam que o MPTA serve como instrumento de controle estatal sobre a religião, limitando a liberdade religiosa e suprimindo igrejas não registradas, conhecidas como "igrejas domésticas". Em 2019, o presidente do MPTA, Xu Xiaohong, afirmou que forças ocidentais estavam utilizando o cristianismo para desestabilizar a China, justificando medidas mais rigorosas contra atividades religiosas não autorizadas.